# مجلس القضاء الأعلى (فلسطين)
مجلس القضاء الأعلى الفلسطيني هو الهيئة القضائية العليا التي تمثل السلطة القضائية في دولة فلسطين.

## النشأة
تم تأسيس مجلس القضاء الأعلى الفلسطيني عام 2000م بموجب القرار رقم (29) لعام 2000 والصادر عن الرئيس الفلسطيني ياسر عرفات بتاريخ 1 يونيو 2000.

## مهام المجلس[3]
- تعزيز استقلال القضاة في دولة فلسطين.
- ضمان كرامة القضاة ونزاهتهم وكفاءتهم.
- تأهيل القضاة والموظفين للعمل في السلك القضائي.
- تطوير أداء المحاكم الفلسطينية.

## رؤساء المجلس
| الرقم | الاسم                      | تاريخ البدء | تاريخ الانتهاء | ملاحظات                      |
| ----- | -------------------------- | ----------- | -------------- | ---------------------------- |
| 1     | رضوان الآغا (Q125263500)   | 2000        | 2003           |                              |
| 2     | زهير الصوراني              | 2003        | 2005           |                              |
| 3     | عيسى أبو شرار              | 2005        | 2009           |                              |
| 4     | فريد الجلاد                | 2009        | 2014           |                              |
|       | قائم بالأعمال              |             |                |                              |
| 5     | سامي صرصور (Q125263603)    | يناير 2016  | أكتوبر 2016    | عُزل من منصبه                 |
| 6     | عماد سليم سعد (Q125263627) | 2016        | 2019           |                              |
| 7     | عيسى أبو شرار              | 2019        | 2021           | مجلس القضاء الأعلى الانتقالي |
| 7     | عيسى أبو شرار              | 2021        | 2024           |                              |
| 8     | محمد عبد الغني العويوي     | 2024        | لا يزال        |                              |

## وصلات خارجية
- الموقع الرسمي لمجلس القضاء الأعلى الفلسطيني